# Joachim Lebreton
Pour les articles homonymes, voir Lebreton.
Joachim Lebreton, né à Saint-Méen-le-Grand le 7 avril 1760 et mort à Rio de Janeiro le 9 juillet 1819, est un enseignant, législateur et administrateur français.

## Biographie
Fils d’un maréchal ferrant qui avait une famille nombreuse, il a fait de brillantes études dans un collège où on lui avait fait obtenir une bourse. Il était entré dans l’ordre des Théatins et allait recevoir les ordres lorsque la Révolution l’a éloigné du ministère ecclésiastique.
Étranger d’abord aux affaires politiques, professeur de rhétorique au collège de Tulle, il ne s’est occupé, pendant quelque temps, que de science et de littérature. Devenu l’époux de la fille ainée de M. d’Arcet, directeur des monnaies, il a participé au coup d'État du 18 Brumaire. Le 28 décembre 1799, il a fait partie du Tribunat, où il est resté à peu près inconnu. Il est ensuite nommé chef du bureau des Beaux-Arts au ministère de l’Intérieur et devient membre de la Légion d'honneur le 26 novembre 1803.
En 1795, il entre dans la classe des sciences morales et politiques de l’Institut national des sciences et des arts, où il passe en 1803 à la classe de littérature et d’histoire ancienne, puis en 1805 à la classe des beaux-arts, dont il est secrétaire perpétuel jusqu’en 1815, et où ses fonctions l’ont mis en rapport avec beaucoup d’artistes célèbres dont il a su concilier l’amitié. On lui doit un assez grand nombre d’articles dans différents journaux et une Notice sur Raynal, dans la Décade philosophique, à la rédaction de laquelle il a beaucoup contribué. Dans ses dernières fonctions qu’il a occupées jusqu’à la seconde Restauration, il s’est distingué par son zèle, son activité et même ses talents.
Privé de ses fonctions sous la Restauration et obligé de s’exiler, il trouve refuge au Brésil, sous la protection de la famille royale portugaise qui s’y était installée en 1808. Lebreton accoste à Rio de Janeiro en 1816, chargé de diriger la Mission artistique française. Parti avec une colonie d’artistes, peintres, sculpteurs, architectes et graveurs afin d’introduire le gout des Beaux-Arts dans le Nouveau Monde, il est le premier directeur de l'École royale des Sciences, des Arts et des Métiers, créée en novembre 2016.
Joachim Lebreton meurt le 9 juillet 1819, quelques années seulement après son arrivée au Brésil, sans que ses projets d’y instaurer un enseignement artistique bien organisé soient entièrement mis en œuvre, sa mort ayant dérangé les espérances de ses compagnons de voyage, qui sont, pour la plupart, rentrés en France.

## Publications
- « Éloge funèbre de Pierre Julien prononcé en séance publique de l’Institut le 6 vendémiaire an 14 par Joachim Le Breton », Tablettes historiques du Velay 1871-1872, Le Puy-en-Velay, Desbenoit, 2e série,‎ 1872 (lire en ligne).